# كلاخ
كلاخ قرية سعودية مشهورة تقع جنوب مدينة الطائف وتبعد عنها مسافة 70 كيلو مترا، وأشتهرت القرية بالكثير من الحروب التي حصلت فيها في حادثة مشهورة تسمى (بأم الغرب) التي حصلت بين ذوي سنان من النفعة وبين بني الحارث، وحصلت في عام 1802م، بحسب مصادر التاريخ عندما اغاروا بني الحارث على جبل يسمى سنداث تابع للنفعة ولكن بعدما احتلوا الجبل والديار المجاورة له قام أمير النفعة وذوي سنان مرجح بن هاجد النفيعي بجمع أفراد قبيلته وتوجهوا بعدد 40 رجل يقابله 22 رجل من بني الحارث، وعندما وصلوا إلى الجبل كانت بنادق بني الحارث يسمع دويها من بعيد إنذارا بقدوم جيش مرجح وحصلت المعركة ظهرا واستمرت 16 ساعة، وأنتهى القتال بقتل 12 من جيش الحارث يقابله 9 من جيش النفعة واستردوا جبل كنداث.

## أصل التسمية
أما أصل التسمية في كلاخ؛ قيل أن (الهادي إلى لغة العرب)، أورد لفظ (كلخ) وقال: الكلخ هو لزاق الذهب.

## أهمية المنطقة
ولأهمية هذه البقايا الأثرية لهذه القلعة في جبل كنداث هذا؛ فإن الناس هنا؛ يجعلون منه ومنها مادة للتناول في أدبياتهم الشعبية. فيقول عايد بن فهيد:
ياجبل كنداث ما عاد لك عندي خبر
راح رايك بين راسك ورشاشة سعيد
وسعيد هو؛ مدفعي كردي كان يرمي من القلعة إبان عزها.
ثم يرد الجبل على لسان الشاعر مدافعاً عن نفسه:
أحمد الله كل يوم في راسي غفر
يوم خليتني يا علي مثل المسيد
والغفر الحراس.

## طبيعة المنطقة
وطبيعة المنطقة التي لا تخلو من أشجار برية؛ ومراع خصبة للماشية والإبل؛ هي بيئة صالحة للسباع، التي أعطت اسمها للقرية فيما بعد.

## سد وادي كلاخ
سد وادي كلاخ، الذي هو ضمن منظومة سدود أقامتها وزارة الزراعة على أودية الطائف بلغت عشرين سداً. ويعد من أكبرها وأحدثها، فهو خرساني، مقام عند مخنق جبلي على وادي كلاخ، بطول 164 متراً، وارتفاع خمسة أمتار، وسعة تخزينية تصل إلى (2,300,000 متر مكعب.)
(وقد أقيم السد عام 1404هـ)، وخلفه غابة كثيفة من أشجار خضراء، تدخلها الإبل وترعاها، وهي تعطي منظراً جميلاً، وتلطف الأجواء الصحراوية هنا. ويطالب بعض سكان كلاخ وزارة الزراعة أن لاتجرفها أو تنهيها.